# Eurolophosaurus nanuzae
Espèce
Synonymes
- Tropidurus nanuzae Rodrigues, 1981

Statut de conservation UICN

 LC  : Préoccupation mineure
Eurolophosaurus nanuzae est une espèce de sauriens de la famille des Tropiduridae.

## Répartition
Cette espèce est endémique du Brésil. Elle se rencontre sur le versant occidental de la Serra do Cipó.

## Étymologie
Cette espèce est nommée en l'honneur de Nanuza Luiza de Menezes (1934-).

## Publication originale
- Rodrigues, 1981 : Uma nova especie de Tropidurus do Brasil (Sauria, Iguanidae). Papeis Avulsos De Zoologia (Sao Paulo), vol. 34, n. 13, p. 145-149.